# Rhyssemus tristis
Rhyssemus tristis är en skalbaggsart som beskrevs av Rudolph Petrovitz 1969. Rhyssemus tristis ingår i släktet Rhyssemus och familjen Aphodiidae. Inga underarter finns listade i Catalogue of Life.